# Alívio cômico
Em narratologia e nos estudos de literatura e roteiro, o alívio cômico é a inclusão de um diálogo, cena ou personagem humorístico, para quebrar situações de drama ou suspense. O termo foi popularizado nos anos 1990 a partir do memorando de Vogler e da disseminação mundial dos seriados norte-americanos, que expuseram paradigmas narrativos repetitivos (clichês).
O alívio cômico muitas vezes toma forma de um companheiro (amigo ou ajudante de um herói). Neste uso, o personagem geralmente comenta sobre o absurdo da situação vivida pelo herói e faz outras observações que seriam inapropriadas para um personagem que deve ser levado a sério.
Muitos autores utilizam crianças como personagens de alívio cômico.

## Exemplos
Em certos casos, a propriedade de um alívio cômico é discutível, já que determinados leitores (ou quem for o público) podem reagir negativamente em vez de serem humoristicamente provocados. Um exemplo notável foi a má recepção generalizada recebida pelo personagem Jar Jar Binks no filme Star Wars: Episódio I - A Ameaça Fantasma.
William Shakespeare utilizava com profusão este recurso em suas tragédias: o personagem recorrente Falstaff e o porteiro de Macbeth são alguns exemplos. Às vezes, a inclusão de piadas e trocadilhos feitas por ele em cenas supostamente sérias podem parecer de mau gosto para públicos atuais.